# Karkotadynastie
De Karkotadynastie (Sanskriet / Kasjmiri: कार्कोट, kārkoṭa) was een koninklijke dynastie in het noorden van Zuid-Azië, die regeerde tussen ongeveer 625 en 855. De machtsbasis van de dynastie was de Kasjmirvallei, maar het gebied waarover ze regeerde betrof grote delen van het noorden van Voor-Indië.

## Politieke geschiedenis
De stichter van de dynastie was Durlabhavardhana. Zijn opvolgers Chandrapida en Tarapida breidden hun rijk uit over de westelijke Himalaya, de Punjab en delen van het tegenwoordige oosten van Afghanistan. Daarbij kwamen ze in conflict met de Yarlung-dynastie van Tibet, met name over het gebied rond het tegenwoordige Gilgit. Toen de Arabieren in 713 de Punjab vanuit het zuiden binnenvielen, stuurde koning Chandrapida gezanten om hulp te vragen naar het hof van de Chinese Tang-dynastie.
Het hoogtepunt van de politieke macht van de dynastie kwam onder koning Lalitaditya (regeerde rond 725-756). Deze koning onderwierp Kannauj, Magadha en de Shahi's van de Kabulvallei, en versloeg de Chalukya's in het zuiden, zodat hij uiteindelijk een rijk regeerde dat de gehele Indus-Gangesvlakte omvatte. In 747 vielen de Tibetanen echter Kasjmir aan, zodat de koning zijn veroveringstocht in het zuiden moest afbreken. Hij sneuvelde later in de Himalaya, tijdens een veldtocht tegen Tibet.
Lalitaditya's kleinzoon Jayapida (regeerde rond 779 - 813) voerde opnieuw veldtochten naar Kannauj en Bengalen. Door verraad zou hij echter in handen van de Tibetanen zijn geraakt, die hem gevangen zetten in Nepal. Hij werd door een van zijn strijders bevrijd en wist het gebied rondom Kasjmir, de Punjab en Gandhara te behouden. Zijn opvolgers waren echter zwakke koningen. In 855 werd de laatste Karkota-koning afgezet door zijn minister Avantivarman, de stichter van de Utpaladynastie.

## Cultuur
Onder de Karkotadynastie werd in de Kasjmirvallei een uitgebreid irrigatiesysteem aangelegd met onder andere terrasbouw. Drassige gebieden werden ontwaterd, de koningen lieten tempels bouwen en de literatuur bloeide. Dit werd gefinancierd met belastingen uit de onderworpen gebieden. De culturele invloed van Kasjmir reikte onder de Karkota's nog verder: niet alleen was er de invloed van Kasjmiri schrijvers op de Indische religie en filosofie, ook had Kasjmir een belangrijke culturele invloed over Tibet en het Tarimbekken in het noorden.
De Chinese (boeddhistische) monnik Xuanzang, die Kasjmir in 631 bezocht, meldde dat het boeddhisme er bloeide. In de daaropvolgende eeuwen zou deze religie langzaam terrein verliezen op het hindoeïsme, een ontwikkeling die overigens in heel het zuiden van Azië plaatsvond.
De Karkota-tempelbouwstijl heeft trekken van zowel de Chinese, Gupta-, Indo-Griekse als zelfs Laat-Romeinse stijlen.